# Boston Dynamics
Boston Dynamics je americká inženýrská společnost aktivní v oblasti robotiky založená v roce 1992 se sídlem ve Walthamu ve státě Massachusetts a je dceřinou společností japonské SoftBank Group od roku 2017. Boston Dynamics vznikla jako spin-off z univerzity Massachusettský technologický institut.

## Produkty
- Atlas (robot)
- BigDog

Galerie
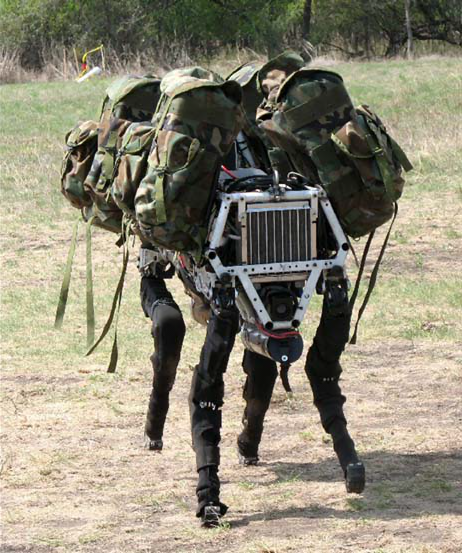
BigDog